# ウスイロコノマチョウ

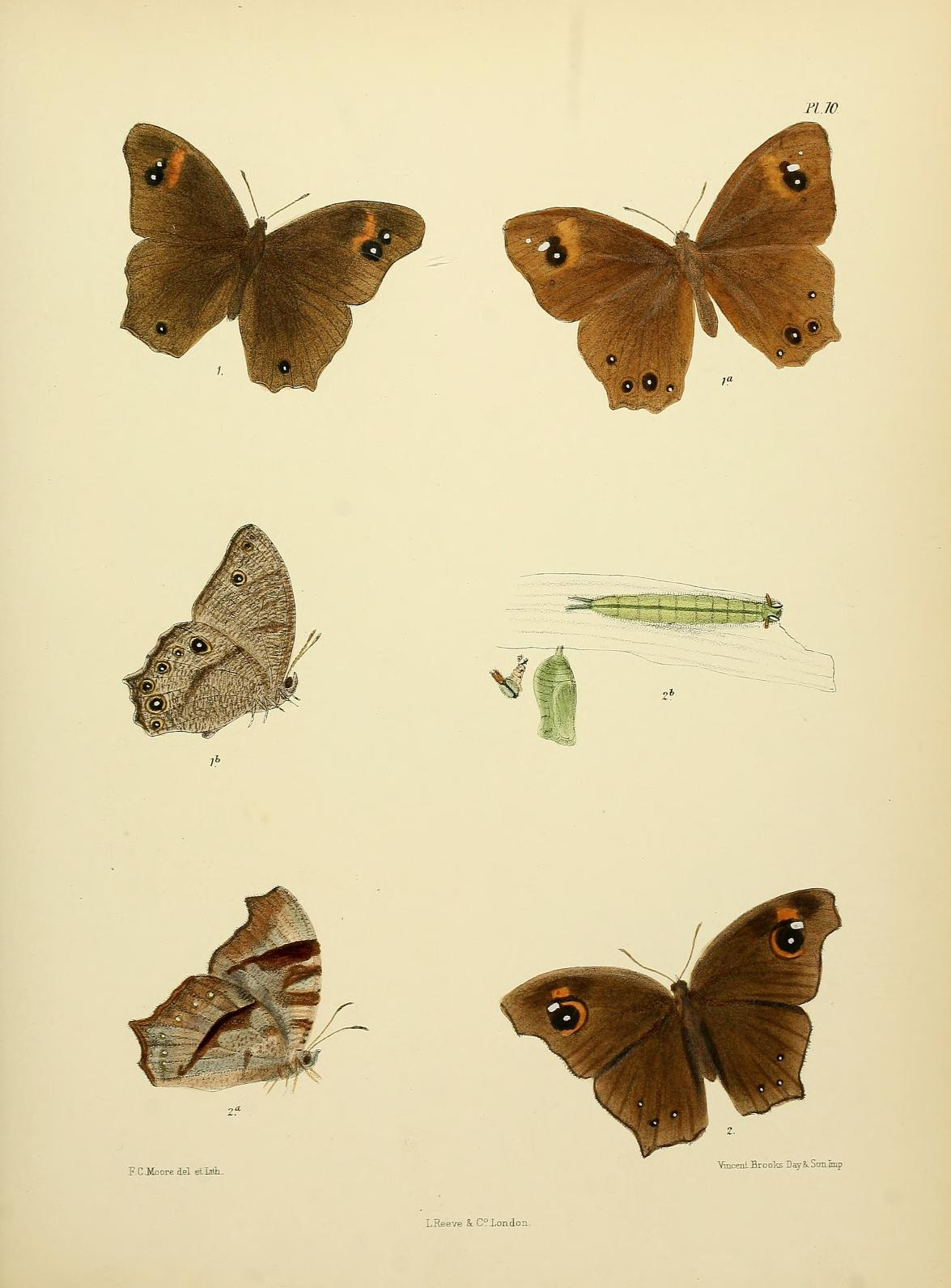
上段・中段 (1,1a,1b) はM. l. leda 成虫。中段右 (2b) はM. l. ismene 幼虫と蛹。下段 (2,2a)はM. l. ismene 成虫。

ウスイロコノマチョウ（薄色木間蝶、Melanitis leda）は、タテハチョウ科ジャノメチョウ亜科に属するチョウ。

## 概要
ジャノメチョウ類では比較的大きい種。低地の薄暗い林内や篠地に生息し、樹液を好む。花にはほぼ来ない。
近縁種のクロコノマチョウに似ているが、翅が大きく縦長であること、翅の地色が薄いことで区別できる。また夏型は翅の突出がないクロコノマに対し、本種は夏型も翅外縁が突出する。
シロチョウ科のみに見られる脚の爪が二分する特徴、複眼が小さく額が広いなど、コノマの仲間はジャノメチョウ類のなかでも異端な存在である。
幼虫の食草はジュズダマ・ススキ・アワ・トウモロコシ（イネ科）、とくにジュズダマとの結びつきが強い。年多化性で、土着地では5月から11月にかけて見られる。越冬態は成虫。

## 分布
土着地は九州南端以南および小笠原諸島。以北では迷蝶の扱いであるが見るのはそれほど難しくない。北海道でも記録がある。
国外ではアフリカ区、インド・オーストラリア区。